# Ават (Панфіловський район)
Ава́т (каз. Ават) — село у складі Панфіловського району Жетисуської області Казахстану. Входить до складу Атамекенського округу.
Населення — 1464 особи (2021; 1374 у 2009, 1133 у 1999, 866 у 1989).